# Umiotki
Umiotki – przysiółek w Polsce położony w województwie mazowieckim, w powiecie mławskim, w gminie Dzierzgowo.
Administracyjnie przysiółek ma status sołectwa.
W latach 1975–1998 miejscowość administracyjnie należała do województwa ciechanowskiego. Obecnie posiada numery domów od nr 1 do nr 10. W roku 2017 urząd gm. Dzierzgowo wykonał drogę o nawierzchni asfaltowej. Miejscowość o charakterze typowo rolniczym z przewagą hodowli bydła mlecznego.
W miejscowości znajdują się dwa czynne gniazda bociana białego. Miejscowość posiada potencjał agroturystyki i podtrzymywania rolnictwa tradycyjnego.
W niedalekiej odległości przepływa rzeka Tamka oraz rzeka Orzyc.